# Maison de l'Ordre des Jésuites
La Maison de l'Ordre des Jésuites (également connue sous le nom de Maison du Collège des Jésuites) est un monument architectural et un immeuble d'habitation de Saint-Pétersbourg, situé au 1 rue Italyanskaïa et au 8 canal Griboïedov. Il a été construit au début du XIXe siècle par l'architecte Luigi Ruschi pour les membres de l'ordre des Jésuites. 

## Caractéristiques architecturales
La maison, de 3 étages, a été construite sur un terrain d'angle appartenant à l'Église catholique et possède une cour rectangulaire délimitée des deux côtés. La façade est ornée d'une colonnade ionique. La partie centrale de la façade longeant le canal Griboïedov est ornée d'un portique composé de 6 colonnes et supportant un fronton. Les pièces en enfilade avant s'étendent le long des façades principales de la maison. Les locaux d'habitation sont situés dans les bâtiments intérieurs. La maison de l'Ordre des Jésuites se distingue par sa similitude générale de composition avec les bâtiments appartenant à l'ensemble architectural de la Place des Arts.

## Histoire
La maison de l'Ordre des Jésuites a été construite sur le canal Catherine entre 1801 et 1805 selon les plans de l'architecte Luigi Ruschi.
Au cours des dix premières années de son existence (jusqu'en 1815), le bâtiment abritait un établissement d'enseignement fermé (un internat noble, également connu sous le nom de collège jésuite). De nombreux aristocrates ont vécu et étudié dans cette pension (par exemple les Golitsyne, les Viazemski, en particulier le poète Piotr Viazemski, les Stroganov, les Odoevski, les Chouvalov et bien d'autres). 
En 1815, les jésuites furent expulsés de Saint-Pétersbourg. Pour cette raison, la pension a été fermée et un orphelinat militaire a fonctionné dans le bâtiment pendant une courte période. En 1856-73, le bâtiment était occupé par le premier département de la Chancellerie impériale. Par la suite, la maison est devenue résidentielle, comme elle l'est toujours.